# Невидимый мышонок
«Невидимый мышонок» (англ. The Invisible Mouse) — тридцать третий эпизод из серии короткометражек «Том и Джерри». Мультфильм был выпущен 27 сентября 1947 года.

## Сюжет
Том пытается подманить Джерри сыром, подвязанным на верёвку. Мышонок безуспешно пытается схватить сыр и забегает за угол, преследуя «убегающую» добычу. Там его ждёт Том. Кот роняет на Джерри утюг, но в последний момент мышонок подставляет под удар ногу Тома. Джерри убегает наверх, а кот — за ним. Оба скатываются вниз по перилам, Джерри сворачивает на развилке вправо, а Том проскакивает по прямой и врезается в часы с кукушкой.
Погоня продолжается. Том берёт меха у камина и всасывает Джерри, когда тот почти успевает вбежать в свою нору. Том играет мышонком, выдувая его вверх и всасывая обратно. Наконец Джерри цепляется за тарелку на полке, падает вместе с ней на мехи и в момент приземления разбивает тарелку о голову кота. Мышонок убегает и прячется в банке, находящейся в коробке с надписью «Набор юного химика». Как только кот уходит от места действия, Джерри вылезает из набора и обнаруживает себя наполовину невидимым. Причина проста: мышонок спрятался в банке с невидимыми чернилами! Джерри окунает свою руку в чернила, и эффект налицо — она становится невидимой. Джерри осознаёт шанс повеселиться, ныряет в чернила, пробегает по гостиной и, полностью невидимый, съедает все трюфеля в тарелке.
Тем временем Том решает повторить свой план с ловушкой: кладёт привязанный к верёвке сыр около норки мышонка, а сам ждёт в засаде с занесённым утюгом. Джерри-невидимка съедает весь сыр. Озадаченный кот ставит утюг на стол и проверяет ловушку. Невидимый Джерри опять роняет утюг Тому на ногу. После этого мышонок вставляет хвост Тома в электрическую розетку как вилку. Тома коротит, он убегает за кресло и пытается отдышаться. Наконец, отдышавшийся кот идёт полакать молока. Но и тут мышонок-невидимка ему докучает: он выпивает всё молоко из миски, а затем выплёвывает его в лицо Тому. Испуганный такими событиями Том подбегает к зеркалу, чтобы удостовериться, не болен ли он. Кот решает, что всё это — галлюцинации, и решает подремать. Джерри снова пакостит: подходит к спящему коту, вставляет ему между пальцев коробок со спичками и поджигает их. Том чувствует жару, видит ногу в огне и быстро тушит её в аквариуме. После этого кот в ужасе слышит, что рояль играет сам по себе, без пианиста (на самом деле это опять Джерри). Кот глядит внутрь рояля, и Джерри едва ли не отсекает ему голову, сбросив на него крышку инструмента. Тут Том видит тень Джерри, поедающего банан, и всё проясняется.
Взяв увесистый словарь, хитрый кот подкрадывается сзади и удачно попадает словарём по голове Джерри, выращивая шишку на голове последнего. Джерри убегает на кухню, захватив с собой яблоко. Том мигом вбегает в кухню, глядит под холодильник, и оттуда выкатывается огрызок от яблока. Том берёт банку с мукой, рассыпает её по всей кухне и становится в укрытие со сковородой. Из-под холодильника выходит невидимый Джерри, Том видит его следы на муке и хлопает сковородой по полу.
Внезапно на муке появляется надпись «промахнулся» и тут Джерри убегает из кухни, в то время как кот продолжает попытки его прихлопнуть. Том ловит Джерри, но тот снова выскакивает у него из рук, закрутив ему усы вместе со шкурой на морде. Тогда Том решает применить другую тактику: он берёт штору, прячется за угол, и, когда Джерри пробегает рядом с ним, Том накрывает мышонка и лупит его словарём. Но и тут Джерри ускользает из лап Тома. Мышонок берёт из гардероба клюшку для гольфа, тщательно нацеливается и врезает ей Тому под зад (Том был слишком занят, полагая, что всё ещё избивает пойманного проказника).
Разъярённый Том бежит за Джерри во двор. Там мышонок-невидимка бьёт по голове клюшкой мирно спящего Спайка и передаёт оружие Тому. Злой Спайк, как всегда думая, что виноват Том, берёт клюшку и гоняет кота по городу, попутно избивая его клюшкой, причём, периодически попадая. Теперь Джерри может отдохнуть. Мышонок ложится на подушку, выпивает шоколадное молоко из миски, и происходит чудо: Джерри снова становится видимым! Вероятно, потому, что его шкура — тоже шоколадного оттенка.

## Факты
После монтажа этой серии аниматор Дон Паттерсон покидает MGM, и переходит в студию Walter Lantz Productions, а Ричард Бикенбах остаётся и будет работать художником лейаутом до закрытия студии.